# Browns Valley (Minnesota)
Browns Valley es una pequeña localidad de Estados Unidos ubicada a orillas del lago Big Stone, en el condado de Traverse del estado de Minnesota. En el Censo de 2010 tenía una población de 589 habitantes y una densidad poblacional de 289,33 personas por km².

## Geografía
Browns Valley se encuentra ubicada en las coordenadas 45°35′41″N 96°49′58″O / 45.59472, -96.83278. Según la Oficina del Censo de los Estados Unidos, Browns Valley tiene una superficie total de 2.04 km², de la cual 2.04 km² corresponden a tierra firme y (0%) 0 km² es agua.

## Demografía
Según el censo de 2010, había 589 personas residiendo en Browns Valley. La densidad de población era de 289,33 hab./km². De los 589 habitantes, Browns Valley estaba compuesto por el 75.21% blancos, el 0% eran afroamericanos, el 21.39% eran amerindios, el 0.51% eran asiáticos, el 0% eran isleños del Pacífico, el 0.51% eran de otras razas y el 2.38% pertenecían a dos o más razas. Del total de la población el 2.72% eran hispanos o latinos de cualquier raza.